# Iglesia de Santa María Magdalena (Ollería)
La iglesia parroquial de Santa María Magdalena se sitúa al este del casco antiguo del municipio de Ollería (Provincia de Valencia, España). Se trata de un edificio religioso construido en el siglo XVI en estilo barroco, si bien con obras correspondientes a los siglos XVII y XVIII.
Este municipio fue en origen una alquería, según aparece en el Llibre de Repartiment, perteneciente al municipio de Xàtiva hasta el siglo XVI. Obteniendo el título de villa en 1583, nombrada villa real por Felipe II en 1588. Se desconoce la fecha de su construcción, probablemente tras la guerra de las Germanías 1516 y antes de 1566, ya que en ese año aparece nombrada en las visitas pastorales.

## Descripción
Se trata de una iglesia de una sola nave con cabecera poligonal y capillas entre contrafuertes. Presenta cuatro tramos cubiertos con bóveda de crucería, mientras que la cabecera se cubre con una bóveda estrellada. 
La capilla de la Comunión, en el lado de la epístola, tiene acceso desde la segunda crujía, y presenta una cúpula. Tanto esta capilla como la sacristía y el trasagrario son de una época posterior, realizados entre los siglos XVII y XVIII, ya que presentan una fábrica diferente. Al interior sufrió una renovación dieciochesca, probablemente el terremoto de 1748 afectó a la bóveda de la iglesia y fue entonces cuando se realizaron reformas al gusto de la época. Por ello presenta una serie de estucos y pinturas barrocas. 
Al exterior destaca la fachada y la torre ambas rematadas por un almenado decorativo. La portada, a modo de arco triunfal doble presenta en los flancos semicolumnas entre las que se disponen veneras. Se combinan en la portada los tres órdenes arquitectónicos, toscano en las pilastras, jónico en la columna central entre los arcos de entrada y corintio en las columnas laterales. En la parte superior se sitúa el relieve de Santa Magdalena recostada. La portada presenta un rico tratamiento decorativo a base de mascarones, putti y arpías. 
Hay otra portada lateral, llamada "Els Grisons", de menor tamaño a la que se accede por una escalinata. 
La torre se encuentra a la derecha de la fachada, tiene cuatro cuerpos siendo el último el de campanas. 
La fábrica del conjunto es de mampostería tomada con argamasa de cal y sillería de piedra caliza en las esquinas y los contrafuertes.